# Guineas flag
Guineas flag blev taget i brug 10. november 1958.
I tråd med de andre flag i regionen bruges de panafrikanske bevægelses farver – rødt, gult og grønt. Som tidligere fransk koloni har landet valgt at bruge en trikolore.
| Flag | Spire Denne artikel om flag eller vexillologi er en spire som bør udbygges. Du er velkommen til at hjælpe Wikipedia ved at udvide den. |